# Liu Tianhua

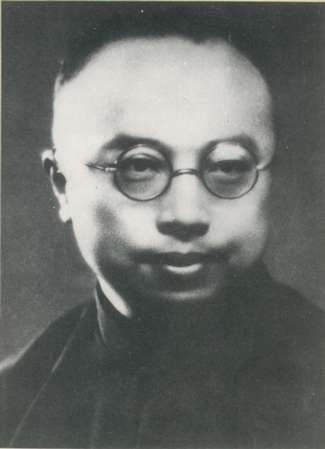
Liu Tianhua

Liu Tianhua (chin. 劉天華 / 刘天华; * 4. Februar 1895 in Chengjiang, Jiangyin, Provinz Jiangsu; † 8. Juni 1932 in Peking) war ein chinesischer Musiklehrer, Musiker, sowie einer der ersten, der westliche Kompositionstechniken in der traditionell improvisierten chinesischen Musik anwandte.

## Biographie
In einem modern orientierten Elternhaus aufgewachsen, kam Liu Tianhua in der Mittelschule mit Musik in Berührung und meisterte bald einige westliche Blasinstrumente. Nach der Xinhai-Revolution 1911 arbeitete er als Musiker in einer Operntruppe und lernte zudem Klavier spielen.
Während seiner Tätigkeit als Musiklehrer an einer Mittelschule in Changzhou lernte er die Volksmusik des Jiangnan kennen und machte diese zum neuen Mittelpunkt seines Musikinteresses. Bei ausgesuchten traditionellen Meistern lernte er Erhu und Pipa, sowie die Qin in Henan. Er begann traditionelle Musik zu sammeln und fing an eigene Erhustücke zu komponieren.
1922 ging Liu Tianhua nach Peking und lehrte dort am neu eingerichteten Musikinstitut (Beijing Daxue Yinyue Chuanxi Suo; Institut für Musiküberlieferung und -Praxis der Peking-Universität). Neben der Vermittlung von westlicher und chinesischer Musik sammelte er weiterhin Volksmusik und schrieb Stücke für traditionelle Instrumente in die Strukturen westlicher Musik einflossen.
Mit 37 Jahren starb er an einer wahrscheinlich falsch diagnostizierten Krankheit.